# Бродвей (Нью-Джерсі)
Бродвей (англ. Broadway) — переписна місцевість (CDP) в США, в окрузі Воррен штату Нью-Джерсі. Населення — 213 особи (2020).

## Географія
Бродвей розташований за координатами 40°44′13″ пн. ш. 75°2′55″ зх. д. / 40.73694° пн. ш. 75.04861° зх. д. (40.737060, -75.048628).  За даними Бюро перепису населення США в 2010 році переписна місцевість мала площу 0,96 км², з яких 0,96 км² — суходіл та 0,00 км² — водойми.

## Демографія
Згідно з переписом 2010 року, у переписній місцевості мешкали 244 особи в 106 домогосподарствах у складі 62 родин. Густота населення становила 254 особи/км².  Було 127 помешкань (132/км²).
Расовий склад населення:
| - 97,1 % — білих - 1,2 % — азіатів |

До двох чи більше рас належало 1,6 %. Частка іспаномовних становила 3,7 % від усіх жителів.
За віковим діапазоном населення розподілялося таким чином: 16,0 % — особи молодші 18 років, 68,0 % — особи у віці 18—64 років, 16,0 % — особи у віці 65 років та старші. Медіана віку мешканця становила 45,3 року. На 100 осіб жіночої статі у переписній місцевості припадало 100,0 чоловіків;  на 100 жінок у віці від 18 років та старших — 93,4 чоловіків також старших 18 років.
Середній дохід на одне домашнє господарство  становив 55 720 доларів США (медіана — 53 388), а середній дохід на одну сім'ю — 72 428 доларів (медіана — 54 345). Медіана доходів становила 52 857 доларів для чоловіків та 41 176 доларів для жінок. За межею бідності перебувало 3,6 % осіб, у тому числі 0,0 % дітей у віці до 18 років та 0,0 % осіб у віці 65 років та старших.
Цивільне працевлаштоване населення становило 97 осіб. Основні галузі зайнятості: інформація — 21,6 %, публічна адміністрація — 17,5 %, освіта, охорона здоров'я та соціальна допомога — 17,5 %.